# Belagerung von Cusco
Eroberung: 
Cajamarca • 
Jauja • 
Vilcaconga • 
Cusco (Eroberung) • 
Maraycalla • 
Cusco (Belagerung) • 
Ollantaytambo

Bürgerkriege: 
Abancay • Las Salinas • Chupas • Iñaquito • Huarina • Jaquijahuana

Die Belagerung von Cusco war ein Versuch des Inka-Herrschers Manco Cápac II., die spanischen Konquistadoren aus der Hauptstadt und dem Land zu vertreiben.

## Hintergrund
Nach der Gefangennahme und Hinrichtung des Inkaherrschers Atahualpa waren die spanischen Eroberer unter Francisco Pizarro am 15. November 1533 in die Hauptstadt Cusco gekommen. Als neuen Sapa Inka hatten sie dessen jungen Halbbruder Manco eingesetzt. Manco kooperierte zunächst und erklärte sich zum Vasallen des spanischen Königs.
Im Jahr 1535 hatten sich die spanischen Kräfte geteilt: Francisco Pizarro war an die Küste gereist, wo er im Januar 1535 die neue Hauptstadt Ciudad de los Reyes, das heutige Lima gründete. Pizarros Partner Diego de Almagro war im Juli 1535 mit einer großen Streitmacht nach Süden gezogen, um das angeblich reiche Chile zu erobern. In Cusco regierten die Pizarro-Brüder Gonzalo und Juan.
Mancos Beziehungen zu den Spaniern waren ursprünglich sehr gut gewesen. Zunächst wurde er als Inka-Herrscher respektiert und insbesondere Almagro hatte freundschaftliche Beziehungen zu ihm. Im Laufe der Zeit aber wurde er immer respektloser behandelt, insbesondere von neu angekommenen Spaniern, die an der Verteilung der Beute nicht beteiligt gewesen waren und nun von ihm, wie auch von anderen Inka-Adeligen, Gold forderten. Francisco Pizarro hatte wenig dagegen getan, und als er und Almagro fort waren, wurde es noch schlimmer. Manco wurde von Gonzalo und Juan Pizarro gedemütigt und misshandelt. Gonzalo Pizarro forderte sogar seine Schwester-Frau Cura Ocllo von ihm. Ende 1535 versuchte Manco zu fliehen, wurde aber gefasst und in Ketten zurückgebracht und eingekerkert. Hernando Pizarro, der im Januar aus Spanien zurückkehrte, beendete die Demütigungen des Inkas und ließ ihn frei, aber für eine Versöhnung war es zu spät.

## Die Belagerung beginnt
Der Aufstand wurde gründlich vorbereitet. Manco und Villac Umu, das religiöse Oberhaupt, sandte Boten durch das ganze Reich, und man begann mit der geheimen Herstellung von Waffen und ließ Vorräte für eine Belagerung heranschaffen. Zum Ende der Regenzeit wurden Soldatentrupps rekrutiert.

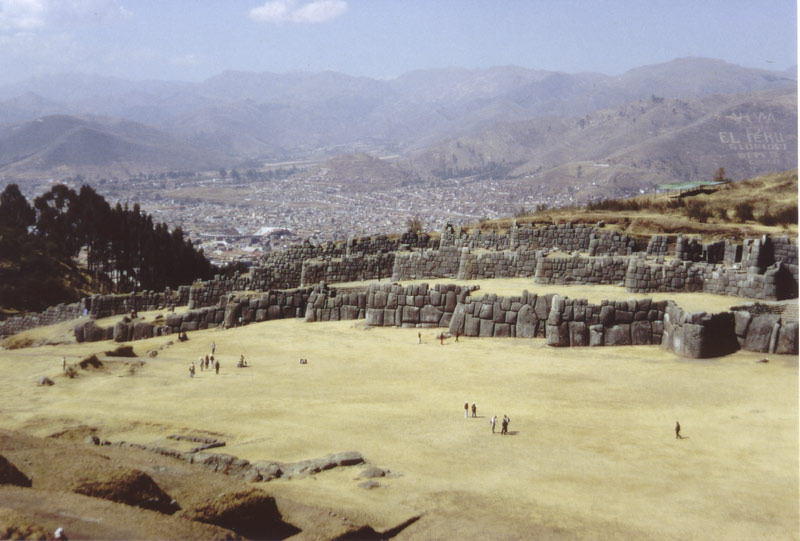
Die Festung Sacsayhuamán oberhalb von Cusco heute

Der Beginn des Aufstandes war absichtlich auf Ostern 1536 festgesetzt worden. Am 18. April, dem Mittwoch vor Ostern, gelang Manco die Flucht, indem er unter einem Vorwand die Stadt verließ und sich nach Norden ins Yucay-Tal begab, wo sich seine Truppen sammelten. Die Belagerung verzögerte sich, weil Manco warten wollte, bis alle Truppen eingetroffen waren. Man begnügte sich zunächst damit, die Festung Sacsayhuamán am Nordrand von Cusco einzunehmen.
Am 6. Mai 1536 begann dann der Angriff auf die Stadt. Die Pizarros verfügten nur über ca. 190 spanische Soldaten, davon 80 beritten. Hinzu kamen ca. 1000 indianische Yanaconas, zumeist Kañari, die von den Inka aus dem Norden deportiert worden waren und nun auf die spanische Seite gewechselt waren. Die Streitmacht des Inkas zählte Zehntausende – die niedrigsten Schätzungen nennen 50 000. Manco befahl, die Dächer der Stadt in Brand zu schießen und die Wasserversorgung abzuschneiden. Die Spanier wurden bis in zwei Gebäude am zentralen Platz zurückgedrängt. Sie erkannten, dass sie nur überleben würden, wenn es gelang, Sacsayhuamán zurückzuerobern. Am 16. Mai unternahmen sie mit fünfzig Reitern einen verzweifelten Angriff, und in einem von beiden Seiten erbittert geführten Kampf, bei dem Juan Pizarro getötet wurde, gelang es ihnen in den folgenden Tagen, die Festung einzunehmen. Mancos Truppen versuchten bis Ende Mai mehrmals vergebens, Sacsayhuamán zurückzuerobern.

## Angriffe auf Jauja und Lima
Unterdessen vernichtete Mancos General Quizo Yupanqui die spanische Garnison in Jauja und im Lande verstreute Spanier. Fast alle Spanier wurden dabei getötet, bis auf einige Männer, die Manco als Sklaven behielt.
Im August führte Quizo Yupanqui seine Armee gegen Ciudad de los Reyes (Lima). Mit Hilfe lokaler Verbündeter – unter anderem hatte Contarguacho, die Mutter seiner Geliebten Quispe Sisa, eine kleine Armee entsandt – konnte Francisco Pizarro den Angriff mit Mühe und Not abwehren. Nachdem Quizo Yupanqui bei einem gezielten Gegenangriff der spanischen Reiter den Tod gefunden hatte, zogen sich die Angreifer ins Hochland zurück.

## Cusco bleibt abgeschnitten
Nach dem Fall von Sacsayhuamán verlegte Manco sein Hauptquartier in die Festung Ollantaytambo, ca. 50 km von Cusco entfernt, und versuchte die Spanier und ihre indianischen Verbündeten auszuhungern. Es entwickelte sich eine Belagerung mit gegenseitigen Scharmützeln.
Francisco Pizarro hatte dringende Hilfegesuche nach Mexiko, Guatemala, Hispaniola und Panama gesandt und versuchte weiter, seinen Brüdern in Cusco zu helfen. Aber alle Entsatztrupps wurden vernichtet, insgesamt über 300 Mann, und Cusco blieb über viele Monate von jeglicher Hilfe abgeschnitten. Nur wagemutige Überfälle der Spanier auf Versorgungstrupps der Inkas retteten sie vor dem Hungertod.

## Angriff auf Ollantaytambo
Im Januar 1537 unternahm Hernando Pizarro mit einem Großteil seiner Streitmacht – siebzig Reitern, dreißig spanischen Fußsoldaten und vielen indianischen Verbündeten – einen Angriff auf Ollantaytambo. Die Festung mit ihren steilen Terrassen erwies sich aber als stärker als erwartet. Manco hatte „Antis“ aus dem Grenzgebiet zum Amazonasbecken rekrutiert, die als geschickte Bogenschützen gefürchtet waren. Seine Armee setzte erbeutete spanische Schwerter und sogar Schusswaffen und Pferde ein. Als sie zudem die Fläche unterhalb der Festung durch vorbereitete Kanäle überfluteten, gerieten die Spanier in arge Bedrängnis und mussten fliehen.

## Rückzug nach Vilcabamba
Im April 1537 änderte sich die Pattsituation bei Cusco, als sich Almagro näherte, dessen Zug nach Chile ein Desaster gewesen war und der nun zurückkehrte. Zeitgleich rückte von Lima her eine Entsatztruppe von 500 Mann an, geführt von Alonso de Alvarado, der auf Pizarros Hilfeersuchen hin aus Guatemala gekommen war. Mancos Versuch, Almagro auf seine Seite zu ziehen, scheiterte am gegenseitigen Misstrauen und wurde von Hernando Pizarro und möglicherweise auch von Mancos Halbbruder Paullu hintertrieben. Am 18. April 1537 nahm Almagro die Stadt ein, und Manco zog sich mit seiner verbliebenen Armee ins Antisuyu, den im Osten des Reiches gelegenen Teil an den Hängen der Anden zum Amazonasbecken, zurück. Im Juli entkam er nur knapp einem Angriff des Rodrigo Orgóñez auf seine Residenz in Vitcos. Daraufhin zog er ins weiter entlegene Vilcabamba.

## Folgen
Mit dem Scheitern der Belagerung endete der aussichtsreichste Versuch, die spanische Herrschaft abzuschütteln. Manco unternahm auch in den folgenden Jahren weitere Versuche, die Spanier zu verjagen. Aber 1539 mussten der Hohepriester Villac Umu und Mancos Onkel Tiso, die den Aufstand im Süden anführten, kapitulieren. Daraufhin wechselte Manco auf Guerillataktik, bis er 1544 ermordet wurde.